# Dyckia irwinii
Dyckia irwinii är en gräsväxtart som beskrevs av Lyman Bradford Smith. Dyckia irwinii ingår i släktet Dyckia och familjen Bromeliaceae. Inga underarter finns listade i Catalogue of Life.